# Daniel Katz (Psychologe)
Daniel Katz (* 19. Juli 1903 in Trenton, New Jersey; † 28. Februar 1998 in Ann Arbor, Michigan) war ein US-amerikanischer Psychologe und Soziologe und lehrte an Princeton University und der University of Michigan. Besondere Bekanntheit erlangte er durch seine gemeinsam mit Robert L. Kahn veröffentlichte Arbeit zum Organizational Behavior.

## Leben
Geboren in Trenton, New Jersey, studierte Katz an der University of Buffalo, wo er 1925 mit einem Bachelor of Arts abschloss. Er wechselte zur Syracuse University, wo er auf seinen Doktorvater und späteren Ko-Autoren Floyd Allport traf. 1926 erlangte er dort seinen Master of Arts und 1928 sein Ph.D. 1928 wechselte Katz an die Princeton University, wo er 15 Jahre arbeiten würde. 1931 wurde er zum Juniorprofessor und 1939 zum Professor ernannt.
Früh in den 1940er-Jahren schloss sich Katz einer Gruppe von Psychologen an, die im Auftrag der US-amerikanischen Bundesregierung die Auswirkungen von politischen Entscheidungen untersuchte. Gegen Ende des Zweiten Weltkriegs formten die Mitglieder dieser Gruppe unter der Führung von Rensis Likert den Kern des Institutes of Social Research der University of Michigan. Katz hatte die Gruppe 1943 verlassen, um das psychologische Institut der Brooklyn University zu leiten. Er verließ Brooklyn 1947 und wechselte nach Ann Arbor, um sich seinen Kollegen wieder anzuschließen. 1971 bis 1972 lehrte er auch in einer Gastprofessur an der Universität Aarhus in Dänemark.
In Ann Arbor leitete Katz gemeinsam mit Theodore Newcomb in einem Programm der Fachschaften für Psychologie und für Sozialwissenschaften eine Reihe von Grundlagenforschungen zur Organisationstheorie. Die Leistungen dieser Forschungsgruppe werden seit 1970 durch eine jährliche Vorlesungsreihe gewürdigt, der Katz-Newcomb-Lecture. Sein gemeinsam mit Robert L. Kahn veröffentlichtes Werk The Social Psychology of Organizations (1966) gilt als eines der grundlegenden Werke der modernen Organisationstheorie.
Am 31. Mai 1974 ging Daniel Katz offiziell in den Ruhestand und wurde emeritiert.

## Forschungen
Katz untersuchte mit Umfragen Nationalismus und verschiedene Formen von Vorurteilen. Forschungsergebnisse veröffentlichte er 1935 mit Kenneth Barley und später erneut ähnliche Forschungen in seiner Arbeit mit Richard L. Schank (Social Psychology). In seiner Arbeit mit Robert L. Kahn entwickelten die beiden eine Theorie der Organisation. Die Theorie konzentriert sich auf die Personen in einer Organisation und ihre Geisteszustände. Sie argumentierten, dass die Bedürfnisse von Beschäftigten befriedigt werden müssten, damit eine Organisation erfolgreich sein könne.

### Organisationstheorie
Sie untersuchten Organisationen auch aus der Systemperspektive, nach welcher Organisationen aus Teilsystemen zusammengesetzt sind, die alle für das Funktionieren des Ganzen erforderlich sind. Sie führten aber das Konzept eines offenen Systems ein, bei dem die Subsysteme mit der Umwelt interagieren. Ohne diese Interaktion mit der Umwelt würde eine Organisation einer „Entropie“ unterliegen und sich selbst zerstören. Weitere Forschungen von Katz und Kahn untersuchten den Zusammenhang zwischen der Zeit, die Manager auf ihre Mitarbeiter aufwandten und dem Erfolg der Organisationen in verschiedenen Branchen, darunter Eisenbahngesellschaften, Produktionsunternehmen und Versicherungen. Sie stellten fest, dass je mehr Zeit auf die Angestellten aufgewandt wurde, umso erfolgreicher waren die Organisationen.
Katz und Kahn bringen in ihrer Theorie soziologische und psychologische Elemente zusammen, ohne die Disziplinen gegeneinander auszuspielen. Auf der Systemtheoretischen Seite berufen sie sich auf Forschungen von Max Weber, Talcott Parsons, Robert K. Merton, James G. March und Herbert A. Simon und auf der psychologischen Seite auf Floyd Allport, Kurt Lewin, Rensis Likert und Eric Lansdown Trist. Der Einzelne übernimmt in der Organisation nach Meinung von Katz und Kahn eine Rolle. Und es ist die Kombination von Rollen, die die Organisation ausmacht.
Weitere Forschungen von Katz befassten sich mit Entscheidungen, Motivation, Führerschaft sowie Kommunikation.

## Ehrungen
Katz wurde mit einer Goldmedaille der American Psychological Association (1973) ebenso geehrt, wie mit dem Lewis-Award der Society for the Psychological Study of Social Issues, dem Kurt-Lewin-Memorial-Award (1957) dem AAPOR-Award der American Association for Public Opinion Research sowie mit seiner Wahl in die American Academy of Arts and Sciences (1989).

## Bibliographie

### Bücher
- 1938, Social psychology, mit Richard L Schanck
- 1950, Productivity, supervision and morale in an office situation
- 1953, Research methods in the behavioral sciences, mit Leon Festinger
- 1966, The social psychology of organizations by Daniel Katz mit Robert L. Kahn
- 1975, Bureaucratic encounters : a pilot study in the evaluation of government services
- 1980, The study of organizations, mit Robert L. Kahn und J. Stacy Adams